# Mari Kiviniemi
Mari Kiviniemi (født 27. september 1968) er en finsk politiker, der var Finlands statsminister fra 2010 til 2011.
Mari Kiviniemi blev født i 1968 og har tidligere været minister for udenrigshandel og senest minister for offentlige anliggender. Hun blev 12. juni 2010 leder for Finlands regerende Centerparti. Hun tiltrådte posten som statsminister 21. juni 2010, efter at Matti Vanhanen meddelte sin afgang efter syv år på posten. Hun er den anden kvindelige statsminister efter Anneli Jäätteenmäki, der en kort overgang i 2003 varetog posten.
Kiviniemis Centerparti tabte det finske parlamentsvalg 17. april 2011, og hun afløses herefter på statsministerposten af den konservative Jyrki Katainen.